# Bjarne Riis

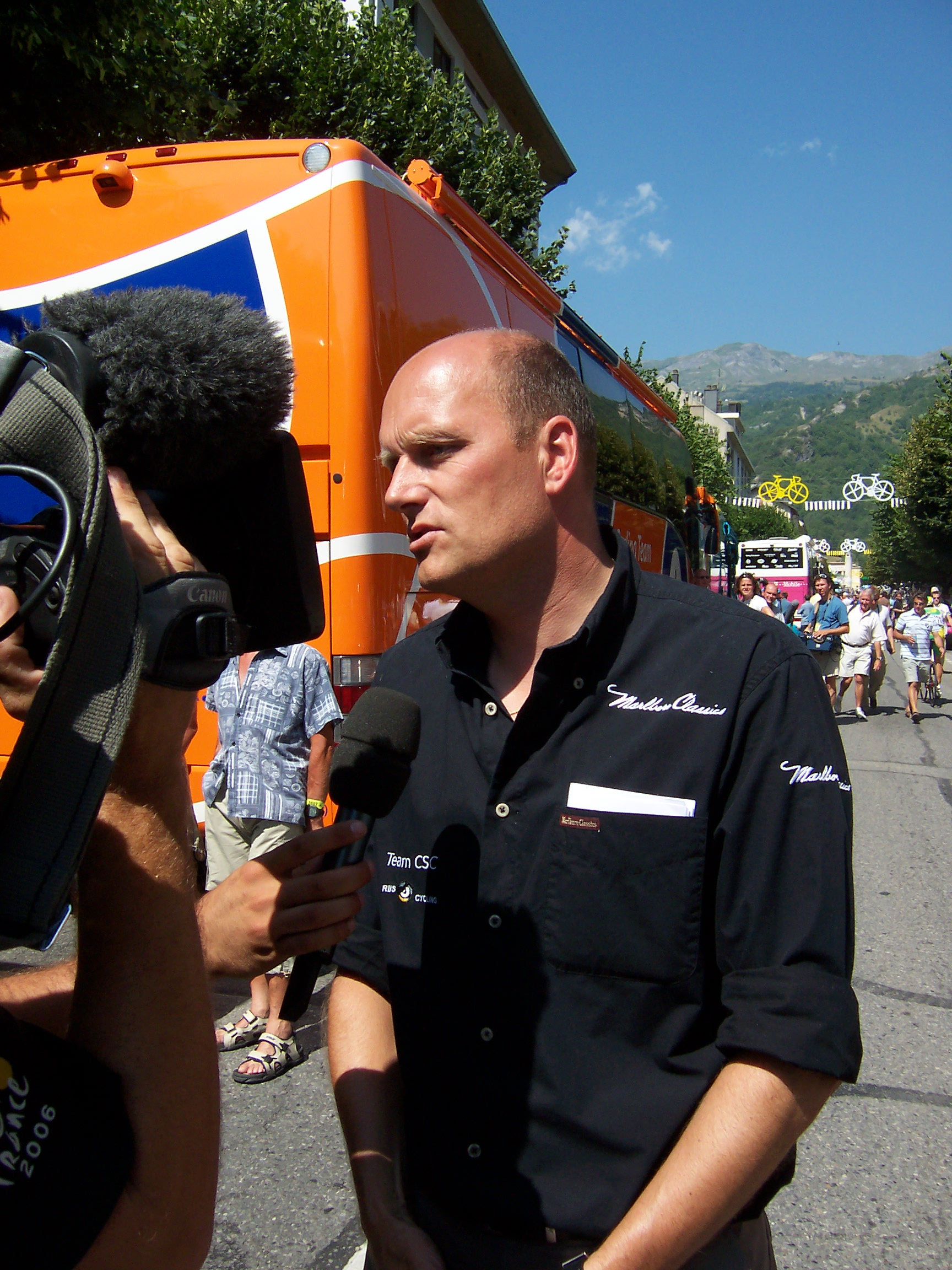
Bjarne Riis under 2006 års Tour de France.

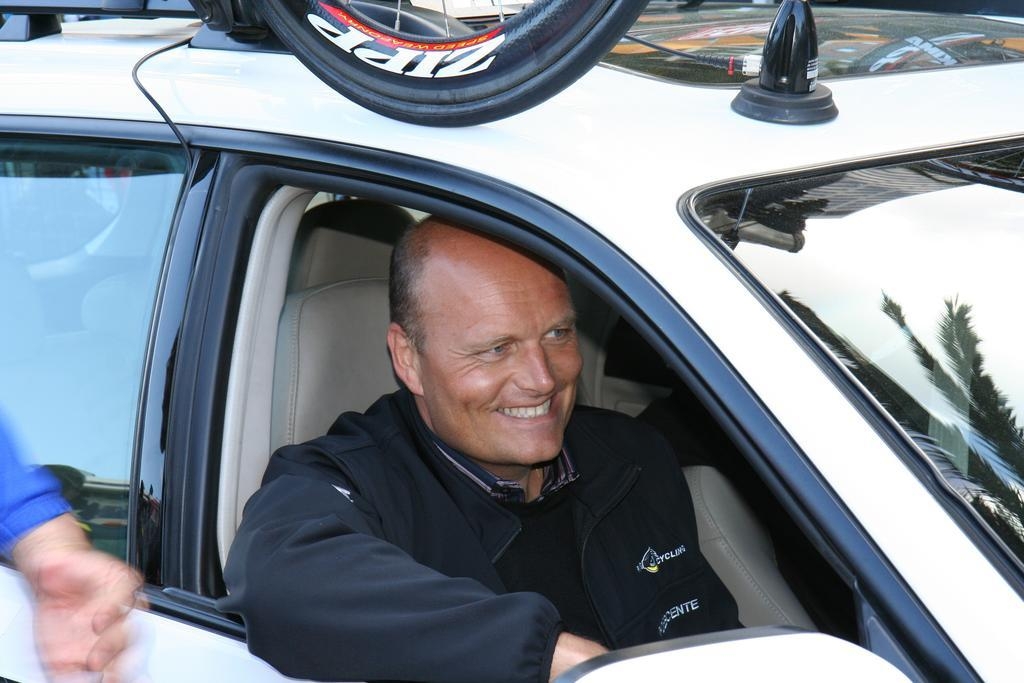
Bjarne Riis 2007.

Bjarne Lykkegård Riis, född 3 april 1964 i Herning, Danmark, är en dansk ägare av cykelstallen Team Waoo (ett UCI Continental-lag) och Team Virtu Cycling Women (ett UCI Women's World Tour-lag). Mellan 2000 och 2013 var han ägare av och mellan 2013 och 2015 sportdirektör för Team Saxo Bank (under åren även känt som bland annat Team MemoryCard-Jack&Jones, Team CSC och Tinkoff) och en tidigare tävlingscyklist. Riis var professionell cyklist åren 1986–2000. På grund av sin födelseort och kala hjässa fick han under den aktiva karriären smeknamnet "Örnen från Herning".[källa behövs]

## Början
Bjarne Riis började cykla i den lokala klubben Herning CK och 1986 blev han professionell med Roland Skala. Samma år slutade han som femma på GP de Wallonie. Två år senare blev Riis kontrakterad av Toshiba och under säsongens Tour de la Communauté Européenne blev han, tillsammans med den danske cyklisten Kim Eriksen, kontrakterad av den tidigare Tour de France-segraren Laurent Fignons stall Système U. Fignon ledde vid tillfället Tour de la Communauté Européenne och för att kunna få ett kontrakt med stallet senare hjälpte Bjarne Riis den franske cyklisten till segern. I december 1988 blev Riis medlem av stallet och under de närmaste tre åren var han Fignons hjälpryttare. 1989 vann Laurent Fignon Giro d'Italia och Riis tog sin första professionella seger när han vann den nionde etappen av tävlingen.

## Tour de France
När Fignon avslutade sin karriär 1992 kontaktade Riis landsmannen Rolf Sørensen och blev kontrakterad av det italienska stallet Ceramiche Ariostea, som leddes av sportdirektören Giancarlo Ferretti. Riis vann en etapp på Tour de France 1993 och bar efter etappen den rödprickiga bergatröjan för en dag. Han slutade som femma i tävlingen, vilket var det dittills bästa danska resultatet i tävlingens historia. Dansken Leif Mortensen hade slutat på sjätte plats i tävlingen 1971. Riis mådde dåligt under Tour de France 1994 men han klarade trots det att vinna en etapp genom en soloattack. Året därpå, 1995, slutade Riis på tredje plats i Tour de France och blev därmed den första danske cyklisten att stå på prispallen i Paris.
Riis anslöt sig till Telekom-stallet 1996 och sade då att han kunde vinna Tour de France om alla hans stallkamrater backade upp honom. Veckan innan sin seger i Tour de France 1996 vann Riis de danska nationsmästerskapens linjelopp. Riis vann det franska etapploppet med över en minut framför tysken Jan Ullrich vilket blev slutet på Miguel Indurains segertåg. Indurain hade innan Riis seger 1996 vunnit tävlingen fem år i rad. Tidigare hade Telekom varit ett mindre stall i proffscyklingsvärlden och de hade haft det svårt att bli inbjudna till Tour de France, och ibland kunde de endast skicka halva laguppställningar till tävlingar. Efter segern blev de dock ett av de största cykelstallen. Segern gav också positiva effekter för cykelsporten i Danmark då många började cykla och många började titta på cykling.
Efter vinsten i Tour de France 1996 var Riis favorit till segern Tour de France 1997, men i stället var det hans yngre tyska stallkamrat Jan Ullrich som tog hem segern, medan Riis slutade på sjunde plats. 1997 vann han istället endagsloppet Amstel Gold Race. 
Riis skadade sig efter en krasch den 18 juni 1999 när han cyklade till startlinjen före en etapp på Schweiz runt. Efter det kom han aldrig tillbaka till sin tidigare form och avslutade därför sin karriär officiellt 2000, vid en ålder av 36.

## Dopning
Tour de France 1998 skakades av dopningsanklagelser och dopade cyklister. Bjarne Riis började att kallas för Mr 60%, ett smeknamn som kom ifrån rykten att Riis hade haft ett hematokritvärde på 56 procent i ett test under Tour de France 1996, vilket kunde vara en indikation på EPO-dopning.
Riis testades aldrig positivt för dopning under sin karriär, även om EPO-tester existerade vid tidpunkten. Den 25 maj 2007 erkände han att han hade varit dopad med epo vid segern 1996. Han berättade att han hade tagit EPO, tillväxthormoner och kortison under fem år, mellan 1993 och 1998. Tidigare hade även flera av Riis tidigare stallkamrater i Team Telekom erkänt dopninganvändning. Enligt Riis hade han själv köpt dopningspreparaten och stallchefen Walter Godefroot hade inte brytt sig om det. På grund av erkännandet blev han struken som vinnare i tävlingens officiella statistik men i juli kom hans namn tillbaka med en notering att han hade varit dopad.

## Efter karriären
Efter att ha avslutat sin karriär började Riis att arbeta för det danska cykelstallet Home-Jack & Jones, som blev det första danska stallet att tävla i Tour de France. Sedan Home-Jack & Jones cyklist Marc Streel hade blivit avstängd från cykelsporten 1999 köpte Riis en stor del av stallet av företaget Professional Cycling Denmark (PCD) och blev manager för stallet. Inför 2001 bytte stallet namn till CSC-World Online, och sedan till CSC-Tiscali. Inför säsongen 2003 blev IT-företaget Computer Sciences Corporation (CSC) ensam sponsor till Team CSC. PCD bytte namn till Riis Cycling A/S samma år.
Inför säsongen 2005 hade Team CSC ekonomiska problem och cyklisternas löner sänktes. Riis använde också sina egna pengar för att stallet skulle kunna fortsätta och efter några månader började problemen att lätta igen.

## Meriter
Tour de France
 Totalseger – 1996
4 etapper
Giro d'Italia
2 etapper
Amstel Gold Race – 1997
 Natitonsmästerskapens linjelopp – 1992, 1995, 1996
 Natitonsmästerskapens tempolopp – 1996

## Stall
- Roland Skala 1986
- Lucas 1987
- Toshiba 1988
- Système U 1989
- Castorama 1990–1991
- Ceramiche Ariostea 1992–1993
- Gewiss-Ballan 1994–1995
- Team Telekom 1996–1999